# Liste der Gemeinden im Département Haute-Loire

Lage des Départements Haute-Loire

Das Département Haute-Loire liegt in der Region Auvergne-Rhône-Alpes in Frankreich. Es untergliedert sich in drei Arrondissements mit 257 Gemeinden (frz. communes) (Stand 1. Januar 2017).
| Code INSEE | PLZ   | Gemeinde                        | Einwohner (Stand 1. Januar 2022) | Fläche in km² | Einwohner pro km² | Kanton seit 30. März 2015 Kanton bis am 29. März 2015 | Arrondissement  | Gemeindeverband                |
| ---------- | ----- | ------------------------------- | -------------------------------- | ------------- | ----------------- | --- | --------------- | ------------------------------ |
| 43001      | 43100 | Agnat                           | 171                              | 19,65         | 9                 | Sainte-Florine Auzon | Brioude         | Brioude Sud Auvergne           |
| 43002      | 43000 | Aiguilhe                        | 1483                             | 1,10          | 1348              | Le Puy-en-Velay-2 Le Puy-en-Velay-Nord | Le Puy-en-Velay | Puy-en-Velay                   |
| 43003      | 43270 | Allègre                         | 892                              | 23,57         | 38                | Plateau du Haut-Velay granitique Allègre | Le Puy-en-Velay | Puy-en-Velay                   |
| 43004      | 43150 | Alleyrac                        | 118                              | 11,34         | 10                | Mézenc Le Monastier-sur-Gazeille | Le Puy-en-Velay | Mézenc-Loire-Meygal            |
| 43005      | 43580 | Alleyras                        | 153                              | 24,86         | 6                 | Velay volcanique Cayres Saugues | Le Puy-en-Velay | Pays de Cayres et de Pradelles |
| 43006      | 43380 | Ally                            | 124                              | 31,13         | 4                 | Pays de Lafayette Lavoûte-Chilhac | Brioude         | Rives du Haut Allier           |
| 43007      | 43200 | Araules                         | 615                              | 31,10         | 20                | Yssingeaux | Yssingeaux      | Sucs                           |
| 43008      | 43490 | Arlempdes                       | 148                              | 13,74         | 11                | Velay volcanique Pradelles | Le Puy-en-Velay | Pays de Cayres et de Pradelles |
| 43009      | 43380 | Arlet                           | 24                               | 5,78          | 4                 | Pays de Lafayette Lavoûte-Chilhac | Brioude         | Rives du Haut Allier           |
| 43010      | 43700 | Arsac-en-Velay                  | 1216                             | 12,15         | 100               | Le Puy-en-Velay-4 Le Puy-en-Velay-Sud-Est | Le Puy-en-Velay | Puy-en-Velay                   |
| 43011      | 43380 | Aubazat                         | 177                              | 16,38         | 11                | Pays de Lafayette Lavoûte-Chilhac | Brioude         | Rives du Haut Allier           |
| 43012      | 43110 | Aurec-sur-Loire                 | 6133                             | 22,44         | 273               | Aurec-sur-Loire | Yssingeaux      | Loire et Semène                |
| 43014      | 43450 | Autrac                          | 51                               | 8,46          | 6                 | Sainte-Florine Blesle | Brioude         | Brioude Sud Auvergne           |
| 43015      | 43300 | Auvers                          | 48                               | 21,50         | 2                 | Gorges de l’Allier-Gévaudan Pinols | Brioude         | Rives du Haut Allier           |
| 43016      | 43390 | Auzon                           | 874                              | 16,96         | 52                | Sainte-Florine Auzon | Brioude         | Auzon Communauté               |
| 43017      | 43390 | Azérat                          | 294                              | 18,11         | 16                | Sainte-Florine Auzon | Brioude         | Auzon Communauté               |
| 43018      | 43370 | Bains                           | 1387                             | 37,56         | 37                | Velay volcanique Solignac-sur-Loire | Le Puy-en-Velay | Puy-en-Velay                   |
| 43019      | 43340 | Barges                          | 106                              | 7,02          | 15                | Velay volcanique Pradelles | Le Puy-en-Velay | Pays de Cayres et de Pradelles |
| 43020      | 43210 | Bas-en-Basset                   | 4631                             | 46,76         | 99                | Bas-en-Basset | Yssingeaux      | Marches du Velay-Rochebaron    |
| 43021      | 43800 | Beaulieu                        | 1071                             | 22,27         | 48                | Emblavez-et-Meygal Vorey | Le Puy-en-Velay | Puy-en-Velay                   |
| 43022      | 43100 | Beaumont                        | 263                              | 12,03         | 22                | Brioude Brioude-Nord | Brioude         | Brioude Sud Auvergne           |
| 43023      | 43500 | Beaune-sur-Arzon                | 217                              | 14,38         | 15                | Plateau du Haut-Velay granitique Craponne-sur-Arzon | Le Puy-en-Velay | Puy-en-Velay                   |
| 43024      | 43200 | Beaux                           | 865                              | 16,78         | 52                | Yssingeaux | Yssingeaux      | Sucs                           |
| 43025      | 43590 | Beauzac                         | 2964                             | 36,33         | 82                | Bas-en-Basset Monistrol-sur-Loire | Yssingeaux      | Marches du Velay-Rochebaron    |
| 43026      | 43350 | Bellevue-la-Montagne            | 448                              | 32,74         | 14                | Saint-Paulien Allègre | Le Puy-en-Velay | Puy-en-Velay                   |
| 43027      | 43160 | Berbezit                        | 44                               | 10,39         | 4                 | Plateau du Haut-Velay granitique La Chaise-Dieu | Brioude         | Rives du Haut Allier           |
| 43028      | 43200 | Bessamorel                      | 448                              | 7,37          | 61                | Yssingeaux | Yssingeaux      | Sucs                           |
| 43030      | 43350 | Blanzac                         | 450                              | 8,58          | 52                | Saint-Paulien | Le Puy-en-Velay | Puy-en-Velay                   |
| 43031      | 43380 | Blassac                         | 129                              | 12,56         | 10                | Pays de Lafayette Lavoûte-Chilhac | Brioude         | Rives du Haut Allier           |
| 43032      | 43700 | Blavozy                         | 1722                             | 6,38          | 270               | Le Puy-en-Velay-3 Le Puy-en-Velay-Est | Le Puy-en-Velay | Puy-en-Velay                   |
| 43033      | 43450 | Blesle                          | 618                              | 29,80         | 21                | Sainte-Florine Blesle | Brioude         | Brioude Sud Auvergne           |
| 43034      | 43500 | Boisset                         | 382                              | 14,04         | 27                | Bas-en-Basset | Yssingeaux      | Marches du Velay-Rochebaron    |
| 43035      | 43160 | Bonneval                        | 91                               | 14,66         | 6                 | Plateau du Haut-Velay granitique La Chaise-Dieu | Brioude         | Puy-en-Velay                   |
| 43036      | 43350 | Borne                           | 405                              | 5,48          | 74                | Saint-Paulien | Le Puy-en-Velay | Puy-en-Velay                   |
| 43038      | 43360 | Bournoncle-Saint-Pierre         | 1051                             | 16,16         | 65                | Brioude Brioude-Nord | Brioude         | Brioude Sud Auvergne           |
| 43040      | 43100 | Brioude                         | 6523                             | 13,52         | 482               | Brioude Brioude-Nord Brioude-Sud | Brioude         | Brioude Sud Auvergne           |
| 43041      | 43700 | Brives-Charensac                | 4242                             | 4,87          | 871               | Le Puy-en-Velay-3 Le Puy-en-Velay-Est | Le Puy-en-Velay | Puy-en-Velay                   |
| 43042      | 43510 | Cayres                          | 687                              | 29,22         | 24                | Velay volcanique Cayres | Le Puy-en-Velay | Pays de Cayres et de Pradelles |
| 43043      | 43270 | Céaux-d’Allègre                 | 484                              | 32,41         | 15                | Saint-Paulien Allègre | Le Puy-en-Velay | Puy-en-Velay                   |
| 43044      | 43380 | Cerzat                          | 212                              | 10,41         | 20                | Pays de Lafayette Lavoûte-Chilhac | Brioude         | Rives du Haut Allier           |
| 43045      | 43000 | Ceyssac                         | 439                              | 10,86         | 40                | Le Puy-en-Velay-1 Le Puy-en-Velay-Ouest | Le Puy-en-Velay | Puy-en-Velay                   |
| 43046      | 43770 | Chadrac                         | 2502                             | 2,48          | 1009              | Le Puy-en-Velay-2 Le Puy-en-Velay-Nord | Le Puy-en-Velay | Puy-en-Velay                   |
| 43047      | 43150 | Chadron                         | 348                              | 13,62         | 26                | Mézenc Le Monastier-sur-Gazeille | Le Puy-en-Velay | Mézenc-Loire-Meygal            |
| 43049      | 43800 | Chamalières-sur-Loire           | 517                              | 13,40         | 39                | Emblavez-et-Meygal Vorey | Le Puy-en-Velay | Puy-en-Velay                   |
| 43050      | 43410 | Chambezon                       | 130                              | 5,09          | 26                | Sainte-Florine Blesle | Brioude         | Auzon Communauté               |
| 43052      | 43440 | Champagnac-le-Vieux             | 183                              | 20,61         | 9                 | Sainte-Florine Auzon | Brioude         | Auzon Communauté               |
| 43053      | 43260 | Champclause                     | 203                              | 22,27         | 9                 | Mézenc Fay-sur-Lignon | Le Puy-en-Velay | Mézenc-Loire-Meygal            |
| 43054      | 43170 | Chanaleilles                    | 173                              | 48,52         | 4                 | Gorges de l’Allier-Gévaudan Saugues | Brioude         | Rives du Haut Allier           |
| 43055      | 43100 | Chaniat                         | 164                              | 13,93         | 12                | Brioude Brioude-Sud | Brioude         | Brioude Sud Auvergne           |
| 43056      | 43300 | Chanteuges                      | 408                              | 16,33         | 25                | Gorges de l’Allier-Gévaudan Langeac | Brioude         | Rives du Haut Allier           |
| 43060      | 43300 | Charraix                        | 67                               | 9,46          | 7                 | Gorges de l’Allier-Gévaudan Langeac | Brioude         | Rives du Haut Allier           |
| 43061      | 43700 | Chaspinhac                      | 881                              | 16,44         | 54                | Le Puy-en-Velay-2 Le Puy-en-Velay-Nord | Le Puy-en-Velay | Puy-en-Velay                   |
| 43062      | 43320 | Chaspuzac                       | 849                              | 9,77          | 87                | Saint-Paulien Loudes | Le Puy-en-Velay | Puy-en-Velay                   |
| 43063      | 43230 | Chassagnes                      | 158                              | 12,24         | 13                | Pays de Lafayette Paulhaguet | Brioude         | Rives du Haut Allier           |
| 43064      | 43440 | Chassignolles                   | 64                               | 18,27         | 4                 | Sainte-Florine Auzon | Brioude         | Auzon Communauté               |
| 43065      | 43300 | Chastel                         | 116                              | 27,69         | 4                 | Pays de Lafayette Pinols | Brioude         | Rives du Haut Allier           |
| 43066      | 43430 | Chaudeyrolles                   | 128                              | 18,90         | 7                 | Mézenc Fay-sur-Lignon | Le Puy-en-Velay | Mézenc-Loire-Meygal            |
| 43067      | 43230 | Chavaniac-Lafayette             | 270                              | 8,41          | 32                | Pays de Lafayette Paulhaguet | Brioude         | Rives du Haut Allier           |
| 43068      | 43300 | Chazelles                       | 32                               | 4,90          | 7                 | Gorges de l’Allier-Gévaudan Pinols | Brioude         | Rives du Haut Allier           |
| 43069      | 43190 | Chenereilles                    | 291                              | 14,42         | 20                | Boutières Tence | Yssingeaux      | Haut-Lignon                    |
| 43070      | 43380 | Chilhac                         | 173                              | 4,11          | 42                | Pays de Lafayette Lavoûte-Chilhac | Brioude         | Rives du Haut Allier           |
| 43071      | 43500 | Chomelix                        | 449                              | 26,47         | 17                | Plateau du Haut-Velay granitique Craponne-sur-Arzon | Le Puy-en-Velay | Puy-en-Velay                   |
| 43073      | 43160 | Cistrières                      | 128                              | 21,89         | 6                 | Plateau du Haut-Velay granitique La Chaise-Dieu | Brioude         | Puy-en-Velay                   |
| 43074      | 43100 | Cohade                          | 868                              | 9,99          | 87                | Brioude Brioude-Nord | Brioude         | Brioude Sud Auvergne           |
| 43075      | 43230 | Collat                          | 74                               | 10,22         | 7                 | Pays de Lafayette Paulhaguet | Brioude         | Rives du Haut Allier           |
| 43076      | 43160 | Connangles                      | 132                              | 21,89         | 6                 | Plateau du Haut-Velay granitique La Chaise-Dieu | Brioude         | Puy-en-Velay                   |
| 43077      | 43490 | Costaros                        | 552                              | 3,85          | 143               | Velay volcanique Cayres | Le Puy-en-Velay | Pays de Cayres et de Pradelles |
| 43078      | 43700 | Coubon                          | 3137                             | 22,73         | 138               | Le Puy-en-Velay-4 Le Puy-en-Velay-Sud-Est | Le Puy-en-Velay | Puy-en-Velay                   |
| 43079      | 43230 | Couteuges                       | 286                              | 10,34         | 28                | Pays de Lafayette Paulhaguet | Brioude         | Rives du Haut Allier           |
| 43080      | 43500 | Craponne-sur-Arzon              | 2004                             | 33,37         | 60                | Plateau du Haut-Velay granitique Craponne-sur-Arzon | Le Puy-en-Velay | Puy-en-Velay                   |
| 43082      | 43300 | Cronce                          | 70                               | 16,15         | 4                 | Pays de Lafayette Pinols | Brioude         | Rives du Haut Allier           |
| 43083      | 43170 | Cubelles                        | 153                              | 12,13         | 13                | Gorges de l’Allier-Gévaudan Saugues | Brioude         | Rives du Haut Allier           |
| 43084      | 43370 | Cussac-sur-Loire                | 1658                             | 10,27         | 161               | Velay volcanique Solignac-sur-Loire | Le Puy-en-Velay | Puy-en-Velay                   |
| 43085      | 43300 | Desges                          | 56                               | 16,83         | 3                 | Gorges de l’Allier-Gévaudan Pinols | Brioude         | Rives du Haut Allier           |
| 43086      | 43230 | Domeyrat                        | 173                              | 9,57          | 18                | Pays de Lafayette Paulhaguet | Brioude         | Rives du Haut Allier           |
| 43087      | 43220 | Dunières                        | 2623                             | 34,75         | 75                | Boutières Montfaucon-en-Velay | Yssingeaux      | Haut Pays du Velay Communauté  |
| 43088      | 43450 | Espalem                         | 326                              | 14,62         | 22                | Sainte-Florine Blesle | Brioude         | Brioude Sud Auvergne           |
| 43089      | 43000 | Espaly-Saint-Marcel             | 3574                             | 6,29          | 568               | Le Puy-en-Velay-1 Le Puy-en-Velay-Ouest | Le Puy-en-Velay | Puy-en-Velay                   |
| 43090      | 43170 | Esplantas-Vazeilles             | 127                              | 17,13         | 7                 | Gorges de l’Allier-Gévaudan Saugues | Brioude         | Rives du Haut Allier           |
| 43092      | 43430 | Fay-sur-Lignon                  | 344                              | 13,24         | 26                | Mézenc Fay-sur-Lignon | Le Puy-en-Velay | Mézenc-Loire-Meygal            |
| 43093      | 43160 | Félines                         | 302                              | 20,50         | 15                | Plateau du Haut-Velay granitique La Chaise-Dieu | Brioude         | Puy-en-Velay                   |
| 43094      | 43300 | Ferrussac                       | 76                               | 17,08         | 4                 | Pays de Lafayette Pinols | Brioude         | Rives du Haut Allier           |
| 43095      | 43320 | Fix-Saint-Geneys                | 141                              | 7,91          | 18                | Saint-Paulien Allègre | Le Puy-en-Velay | Puy-en-Velay                   |
| 43096      | 43100 | Fontannes                       | 878                              | 9,77          | 90                | Brioude Brioude-Sud | Brioude         | Brioude Sud Auvergne           |
| 43097      | 43150 | Freycenet-la-Cuche              | 105                              | 16,25         | 6                 | Mézenc Le Monastier-sur-Gazeille | Le Puy-en-Velay | Mézenc-Loire-Meygal            |
| 43098      | 43150 | Freycenet-la-Tour               | 114                              | 7,93          | 14                | Mézenc Le Monastier-sur-Gazeille | Le Puy-en-Velay | Mézenc-Loire-Meygal            |
| 43099      | 43250 | Frugerès-les-Mines              | 551                              | 1,08          | 510               | Sainte-Florine Auzon | Brioude         | Auzon Communauté               |
| 43100      | 43230 | Frugières-le-Pin                | 182                              | 11,57         | 16                | Pays de Lafayette Paulhaguet | Brioude         | Brioude Sud Auvergne           |
| 43101      | 43150 | Goudet                          | 75                               | 4,50          | 17                | Mézenc Le Monastier-sur-Gazeille | Le Puy-en-Velay | Mézenc-Loire-Meygal            |
| 43102      | 43200 | Grazac                          | 1126                             | 21,66         | 52                | Yssingeaux | Yssingeaux      | Sucs                           |
| 43103      | 43450 | Grenier-Montgon                 | 111                              | 5,01          | 22                | Sainte-Florine Blesle | Brioude         | Brioude Sud Auvergne           |
| 43104      | 43170 | Grèzes                          | 184                              | 35,79         | 5                 | Gorges de l’Allier-Gévaudan Saugues | Brioude         | Rives du Haut Allier           |
| 43105      | 43100 | Javaugues                       | 177                              | 6,98          | 25                | Pays de Lafayette Brioude-Sud | Brioude         | Brioude Sud Auvergne           |
| 43106      | 43230 | Jax                             | 143                              | 11,93         | 12                | Pays de Lafayette Paulhaguet | Brioude         | Rives du Haut Allier           |
| 43107      | 43230 | Josat                           | 82                               | 12,44         | 7                 | Pays de Lafayette Paulhaguet | Brioude         | Rives du Haut Allier           |
| 43108      | 43500 | Jullianges                      | 434                              | 18,44         | 24                | Plateau du Haut-Velay granitique Craponne-sur-Arzon | Le Puy-en-Velay | Puy-en-Velay                   |
| 43029      | 43170 | La Besseyre-Saint-Mary          | 102                              | 21,57         | 5                 | Gorges de l’Allier-Gévaudan Pinols | Brioude         | Rives du Haut Allier           |
| 43048      | 43160 | La Chaise-Dieu                  | 595                              | 13,58         | 44                | Plateau du Haut-Velay granitique La Chaise-Dieu | Brioude         | Puy-en-Velay                   |
| 43057      | 43270 | La Chapelle-Bertin              | 50                               | 11,29         | 4                 | Plateau du Haut-Velay granitique Allègre | Le Puy-en-Velay | Puy-en-Velay                   |
| 43058      | 43120 | La Chapelle-d’Aurec             | 1111                             | 11,79         | 94                | Monistrol-sur-Loire | Yssingeaux      | Marches du Velay-Rochebaron    |
| 43059      | 43160 | La Chapelle-Geneste             | 111                              | 18,06         | 6                 | Plateau du Haut-Velay granitique La Chaise-Dieu | Brioude         | Puy-en-Velay                   |
| 43072      | 43230 | La Chomette                     | 147                              | 6,90          | 21                | Pays de Lafayette Paulhaguet | Brioude         | Rives du Haut Allier           |
| 43236      | 43140 | La Séauve-sur-Semène            | 1471                             | 7,86          | 187               | Deux Rivières et Vallées Saint-Didier-en-Velay | Yssingeaux      | Loire et Semène                |
| 43109      | 43490 | Lafarre                         | 82                               | 13,02         | 6                 | Velay volcanique Pradelles | Le Puy-en-Velay | Pays de Cayres et de Pradelles |
| 43110      | 43100 | Lamothe                         | 828                              | 12,24         | 68                | Brioude Brioude-Nord | Brioude         | Brioude Sud Auvergne           |
| 43111      | 43340 | Landos                          | 869                              | 36,51         | 24                | Velay volcanique Pradelles | Le Puy-en-Velay | Pays de Cayres et de Pradelles |
| 43112      | 43300 | Langeac                         | 3433                             | 33,94         | 101               | Gorges de l’Allier-Gévaudan Langeac | Brioude         | Rives du Haut Allier           |
| 43113      | 43260 | Lantriac                        | 1929                             | 22,83         | 84                | Mézenc Saint-Julien-Chapteuil | Le Puy-en-Velay | Mézenc-Loire-Meygal            |
| 43114      | 43200 | Lapte                           | 1774                             | 30,75         | 58                | Yssingeaux | Yssingeaux      | Sucs                           |
| 43115      | 43150 | Laussonne                       | 1019                             | 25,11         | 41                | Mézenc Le Monastier-sur-Gazeille | Le Puy-en-Velay | Mézenc-Loire-Meygal            |
| 43116      | 43440 | Laval-sur-Doulon                | 61                               | 12,28         | 5                 | Plateau du Haut-Velay granitique La Chaise-Dieu | Brioude         | Puy-en-Velay                   |
| 43117      | 43100 | Lavaudieu                       | 245                              | 17,54         | 14                | Brioude Brioude-Sud | Brioude         | Brioude Sud Auvergne           |
| 43118      | 43380 | Lavoûte-Chilhac                 | 255                              | 3,61          | 71                | Pays de Lafayette Lavoûte-Chilhac | Brioude         | Rives du Haut Allier           |
| 43119      | 43800 | Lavoûte-sur-Loire               | 813                              | 10,16         | 80                | Emblavez-et-Meygal Saint-Paulien | Le Puy-en-Velay | Puy-en-Velay                   |
| 43037      | 43510 | Le Bouchet-Saint-Nicolas        | 271                              | 19,31         | 14                | Velay volcanique Cayres | Le Puy-en-Velay | Pays de Cayres et de Pradelles |
| 43039      | 43370 | Le Brignon                      | 615                              | 34,90         | 18                | Velay volcanique Solignac-sur-Loire | Le Puy-en-Velay | Puy-en-Velay                   |
| 43051      | 43400 | Le Chambon-sur-Lignon           | 2451                             | 41,71         | 59                | Mézenc Tence | Yssingeaux      | Haut-Lignon                    |
| 43129      | 43190 | Le Mas-de-Tence                 | 157                              | 12,83         | 12                | Boutières Tence | Yssingeaux      | Haut-Lignon                    |
| 43135      | 43150 | Le Monastier-sur-Gazeille       | 1773                             | 39,39         | 45                | Mézenc Le Monastier-sur-Gazeille | Le Puy-en-Velay | Mézenc-Loire-Meygal            |
| 43140      | 43700 | Le Monteil                      | 677                              | 2,22          | 305               | Le Puy-en-Velay-2 Le Puy-en-Velay-Nord | Le Puy-en-Velay | Puy-en-Velay                   |
| 43150      | 43200 | Le Pertuis                      | 542                              | 11,89         | 46                | Emblavez-et-Meygal Saint-Julien-Chapteuil | Le Puy-en-Velay | Puy-en-Velay                   |
| 43157      | 43000 | Le Puy-en-Velay                 | 18.989                           | 16,79         | 1131              | Le Puy-en-Velay-1 Le Puy-en-Velay-2 Le Puy-en-Velay-1 Le Puy-en-Velay-4 Le Puy-en-Velay-Est Le Puy-en-Velay-Nord Le Puy-en-Velay-Ouest Le Puy-en-Velay-Sud-Est Le Puy-en-Velay-Sud-Ouest | Le Puy-en-Velay | Puy-en-Velay                   |
| 43260      | 43320 | Le Vernet                       | 22                               | 3,82          | 6                 | Saint-Paulien Loudes | Le Puy-en-Velay | Puy-en-Velay                   |
| 43120      | 43410 | Lempdes-sur-Allagnon            | 1305                             | 10,40         | 125               | Sainte-Florine Auzon | Brioude         | Auzon Communauté               |
| 43121      | 43410 | Léotoing                        | 214                              | 19,56         | 11                | Sainte-Florine Blesle | Brioude         | Brioude Sud Auvergne           |
| 43091      | 43150 | Les Estables                    | 318                              | 33,94         | 9                 | Mézenc Fay-sur-Lignon | Le Puy-en-Velay | Mézenc-Loire-Meygal            |
| 43253      | 43430 | Les Vastres                     | 191                              | 30,34         | 6                 | Mézenc Fay-sur-Lignon | Le Puy-en-Velay | Mézenc-Loire-Meygal            |
| 43265      | 43600 | Les Villettes                   | 1455                             | 11,78         | 124               | Monistrol-sur-Loire Sainte-Sigolène | Yssingeaux      | Marches du Velay-Rochebaron    |
| 43122      | 43350 | Lissac                          | 293                              | 12,03         | 24                | Saint-Paulien | Le Puy-en-Velay | Puy-en-Velay                   |
| 43123      | 43360 | Lorlanges                       | 423                              | 14,49         | 29                | Sainte-Florine Blesle | Brioude         | Brioude Sud Auvergne           |
| 43124      | 43320 | Loudes                          | 947                              | 24,33         | 39                | Saint-Paulien Loudes | Le Puy-en-Velay | Puy-en-Velay                   |
| 43125      | 43100 | Lubilhac                        | 102                              | 24,09         | 4                 | Pays de Lafayette Blesle | Brioude         | Brioude Sud Auvergne           |
| 43126      | 43800 | Malrevers                       | 756                              | 14,09         | 54                | Emblavez-et-Meygal Le Puy-en-Velay-Nord | Le Puy-en-Velay | Puy-en-Velay                   |
| 43127      | 43210 | Malvalette                      | 882                              | 21,01         | 42                | Bas-en-Basset | Yssingeaux      | Marches du Velay-Rochebaron    |
| 43128      | 43160 | Malvières                       | 142                              | 13,72         | 10                | Plateau du Haut-Velay granitique La Chaise-Dieu | Brioude         | Puy-en-Velay                   |
| 43131      | 43230 | Mazerat-Aurouze                 | 190                              | 16,35         | 12                | Pays de Lafayette Paulhaguet | Brioude         | Rives du Haut Allier           |
| 43130      | 43520 | Mazet-Saint-Voy                 | 1111                             | 45,02         | 25                | Mézenc Tence | Yssingeaux      | Haut-Lignon                    |
| 43132      | 43300 | Mazeyrat-d’Allier               | 1426                             | 44,95         | 32                | Pays de Lafayette Langeac | Brioude         | Rives du Haut Allier           |
| 43133      | 43100 | Mercœur                         | 148                              | 27,51         | 5                 | Pays de Lafayette Lavoûte-Chilhac | Brioude         | Rives du Haut Allier           |
| 43134      | 43800 | Mézères                         | 167                              | 8,58          | 19                | Emblavez-et-Meygal Vorey | Le Puy-en-Velay | Puy-en-Velay                   |
| 43136      | 43580 | Monistrol-d’Allier              | 219                              | 27,32         | 8                 | Gorges de l’Allier-Gévaudan Saugues | Brioude         | Puy-en-Velay                   |
| 43137      | 43120 | Monistrol-sur-Loire             | 8874                             | 48,25         | 184               | Monistrol-sur-Loire | Yssingeaux      | Marches du Velay-Rochebaron    |
| 43138      | 43270 | Monlet                          | 406                              | 35,70         | 11                | Plateau du Haut-Velay granitique Allègre | Le Puy-en-Velay | Puy-en-Velay                   |
| 43139      | 43230 | Montclard                       | 53                               | 9,58          | 6                 | Pays de Lafayette Paulhaguet | Brioude         | Rives du Haut Allier           |
| 43141      | 43290 | Montfaucon-en-Velay             | 1136                             | 4,99          | 228               | Boutières Montfaucon-en-Velay | Yssingeaux      | Haut Pays du Velay Communauté  |
| 43142      | 43290 | Montregard                      | 613                              | 39,93         | 15                | Boutières Montfaucon-en-Velay | Yssingeaux      | Haut Pays du Velay Communauté  |
| 43143      | 43260 | Montusclat                      | 123                              | 10,47         | 12                | Mézenc Saint-Julien-Chapteuil | Le Puy-en-Velay | Mézenc-Loire-Meygal            |
| 43144      | 43150 | Moudeyres                       | 108                              | 9,25          | 12                | Mézenc Le Monastier-sur-Gazeille | Le Puy-en-Velay | Mézenc-Loire-Meygal            |
| 43145      | 43510 | Ouides                          | 52                               | 10,69         | 5                 | Velay volcanique Cayres | Le Puy-en-Velay | Pays de Cayres et de Pradelles |
| 43147      | 43100 | Paulhac                         | 607                              | 8,40          | 72                | Brioude Brioude-Nord | Brioude         | Brioude Sud Auvergne           |
| 43148      | 43230 | Paulhaguet                      | 855                              | 11,23         | 76                | Pays de Lafayette Paulhaguet | Brioude         | Rives du Haut Allier           |
| 43149      | 43300 | Pébrac                          | 115                              | 17,85         | 6                 | Gorges de l’Allier-Gévaudan Langeac | Brioude         | Rives du Haut Allier           |
| 43151      | 43300 | Pinols                          | 183                              | 34,92         | 5                 | Gorges de l’Allier-Gévaudan Pinols | Brioude         | Rives du Haut Allier           |
| 43152      | 43000 | Polignac                        | 2827                             | 33,05         | 86                | Le Puy-en-Velay-2 Le Puy-en-Velay-Nord | Le Puy-en-Velay | Puy-en-Velay                   |
| 43153      | 43330 | Pont-Salomon                    | 1861                             | 8,43          | 221               | Aurec-sur-Loire Saint-Didier-en-Velay | Yssingeaux      | Loire et Semène                |
| 43154      | 43420 | Pradelles                       | 535                              | 17,48         | 31                | Velay volcanique Pradelles | Le Puy-en-Velay | Pays de Cayres et de Pradelles |
| 43155      | 43300 | Prades                          | 72                               | 4,82          | 15                | Gorges de l’Allier-Gévaudan Langeac | Brioude         | Rives du Haut Allier           |
| 43156      | 43150 | Présailles                      | 110                              | 22,23         | 5                 | Mézenc Le Monastier-sur-Gazeille | Le Puy-en-Velay | Mézenc-Loire-Meygal            |
| 43158      | 43260 | Queyrières                      | 357                              | 13,95         | 26                | Emblavez-et-Meygal Saint-Julien-Chapteuil | Le Puy-en-Velay | Mézenc-Loire-Meygal            |
| 43159      | 43290 | Raucoules                       | 947                              | 21,01         | 45                | Boutières Montfaucon-en-Velay | Yssingeaux      | Haut Pays du Velay Communauté  |
| 43160      | 43340 | Rauret                          | 200                              | 20,75         | 10                | Velay volcanique Pradelles | Le Puy-en-Velay | Pays de Cayres et de Pradelles |
| 43162      | 43130 | Retournac                       | 2971                             | 45,76         | 65                | Bas-en-Basset Retournac | Yssingeaux      | Sucs                           |
| 43163      | 43220 | Riotord                         | 1185                             | 51,88         | 23                | Boutières Montfaucon-en-Velay | Yssingeaux      | Haut Pays du Velay Communauté  |
| 43164      | 43810 | Roche-en-Régnier                | 477                              | 26,92         | 18                | Plateau du Haut-Velay granitique Vorey | Le Puy-en-Velay | Puy-en-Velay                   |
| 43165      | 43800 | Rosières                        | 1536                             | 26,82         | 57                | Emblavez-et-Meygal Vorey | Le Puy-en-Velay | Puy-en-Velay                   |
| 43213      | 43620 | Saint-Pal-de-Mons               | 2324                             | 27,11         | 86                | Deux Rivières et Vallées Sainte-Sigolène | Yssingeaux      | Marches du Velay-Rochebaron    |
| 43166      | 43130 | Saint-André-de-Chalencon        | 381                              | 17,20         | 22                | Bas-en-Basset Retournac | Yssingeaux      | Marches du Velay-Rochebaron    |
| 43167      | 43300 | Saint-Arcons-d’Allier           | 191                              | 16,08         | 12                | Gorges de l’Allier-Gévaudan Langeac | Brioude         | Rives du Haut Allier           |
| 43168      | 43420 | Saint-Arcons-de-Barges          | 116                              | 15,38         | 8                 | Velay volcanique Pradelles | Le Puy-en-Velay | Pays de Cayres et de Pradelles |
| 43169      | 43380 | Saint-Austremoine               | 52                               | 11,55         | 5                 | Pays de Lafayette Lavoûte-Chilhac | Brioude         | Rives du Haut Allier           |
| 43170      | 43100 | Saint-Beauzire                  | 453                              | 23,46         | 19                | Pays de Lafayette Brioude-Nord | Brioude         | Brioude Sud Auvergne           |
| 43171      | 43300 | Saint-Bérain                    | 90                               | 13,00         | 7                 | Gorges de l’Allier-Gévaudan Langeac | Brioude         | Rives du Haut Allier           |
| 43172      | 43290 | Saint-Bonnet-le-Froid           | 224                              | 13,09         | 17                | Boutières Montfaucon-en-Velay | Yssingeaux      | Haut Pays du Velay Communauté  |
| 43173      | 43340 | Saint-Christophe-d’Allier       | 86                               | 19,30         | 4                 | Gorges de l’Allier-Gévaudan Saugues | Brioude         | Pays de Cayres et de Pradelles |
| 43174      | 43370 | Saint-Christophe-sur-Dolaizon   | 937                              | 27,34         | 34                | Velay volcanique Solignac-sur-Loire | Le Puy-en-Velay | Puy-en-Velay                   |
| 43175      | 43380 | Saint-Cirgues                   | 164                              | 13,62         | 12                | Pays de Lafayette Lavoûte-Chilhac | Brioude         | Rives du Haut Allier           |
| 43177      | 43140 | Saint-Didier-en-Velay           | 3502                             | 25,56         | 137               | Deux Rivières et Vallées Saint-Didier-en-Velay | Yssingeaux      | Loire et Semène                |
| 43178      | 43440 | Saint-Didier-sur-Doulon         | 196                              | 34,14         | 6                 | Pays de Lafayette Paulhaguet | Brioude         | Rives du Haut Allier           |
| 43183      | 43230 | Sainte-Eugénie-de-Villeneuve    | 107                              | 6,11          | 18                | Pays de Lafayette Paulhaguet | Brioude         | Rives du Haut Allier           |
| 43185      | 43250 | Sainte-Florine                  | 3257                             | 7,67          | 425               | Sainte-Florine Auzon | Brioude         | Auzon Communauté               |
| 43208      | 43230 | Sainte-Marguerite               | 37                               | 5,39          | 7                 | Pays de Lafayette Paulhaguet | Brioude         | Rives du Haut Allier           |
| 43224      | 43600 | Sainte-Sigolène                 | 6060                             | 30,64         | 198               | Deux Rivières et Vallées Sainte-Sigolène | Yssingeaux      | Marches du Velay-Rochebaron    |
| 43180      | 43420 | Saint-Étienne-du-Vigan          | 90                               | 9,43          | 10                | Velay volcanique Pradelles | Le Puy-en-Velay | Pays de Cayres et de Pradelles |
| 43181      | 43260 | Saint-Étienne-Lardeyrol         | 750                              | 11,80         | 64                | Emblavez-et-Meygal Saint-Julien-Chapteuil | Le Puy-en-Velay | Puy-en-Velay                   |
| 43182      | 43450 | Saint-Étienne-sur-Blesle        | 54                               | 17,65         | 3                 | Sainte-Florine Blesle | Brioude         | Brioude Sud Auvergne           |
| 43184      | 43330 | Saint-Ferréol-d’Auroure         | 2457                             | 10,85         | 226               | Aurec-sur-Loire Saint-Didier-en-Velay | Yssingeaux      | Loire et Semène                |
| 43186      | 43550 | Saint-Front                     | 413                              | 52,33         | 8                 | Mézenc Fay-sur-Lignon | Le Puy-en-Velay | Mézenc-Loire-Meygal            |
| 43187      | 43350 | Saint-Geneys-près-Saint-Paulien | 319                              | 16,49         | 19                | Saint-Paulien | Le Puy-en-Velay | Puy-en-Velay                   |
| 43188      | 43230 | Saint-Georges-d’Aurac           | 473                              | 17,42         | 27                | Pays de Lafayette Paulhaguet | Brioude         | Rives du Haut Allier           |
| 43189      | 43500 | Saint-Georges-Lagricol          | 523                              | 19,17         | 27                | Plateau du Haut-Velay granitique Craponne-sur-Arzon | Le Puy-en-Velay | Puy-en-Velay                   |
| 43190      | 43700 | Saint-Germain-Laprade           | 3459                             | 28,09         | 123               | Le Puy-en-Velay-3 Le Puy-en-Velay-Est | Le Puy-en-Velay | Puy-en-Velay                   |
| 43191      | 43360 | Saint-Géron                     | 244                              | 10,76         | 23                | Brioude Brioude-Nord | Brioude         | Brioude Sud Auvergne           |
| 43192      | 43340 | Saint-Haon                      | 277                              | 37,57         | 7                 | Velay volcanique Pradelles | Le Puy-en-Velay | Pays de Cayres et de Pradelles |
| 43193      | 43390 | Saint-Hilaire                   | 158                              | 14,64         | 11                | Sainte-Florine Auzon | Brioude         | Auzon Communauté               |
| 43194      | 43260 | Saint-Hostien                   | 694                              | 13,49         | 51                | Emblavez-et-Meygal Saint-Julien-Chapteuil | Le Puy-en-Velay | Puy-en-Velay                   |
| 43195      | 43380 | Saint-Ilpize                    | 193                              | 11,81         | 16                | Pays de Lafayette Lavoûte-Chilhac | Brioude         | Brioude Sud Auvergne           |
| 43196      | 43500 | Saint-Jean-d’Aubrigoux          | 183                              | 17,80         | 10                | Plateau du Haut-Velay granitique Craponne-sur-Arzon | Le Puy-en-Velay | Puy-en-Velay                   |
| 43197      | 43320 | Saint-Jean-de-Nay               | 338                              | 28,26         | 12                | Saint-Paulien Loudes | Le Puy-en-Velay | Puy-en-Velay                   |
| 43198      | 43510 | Saint-Jean-Lachalm              | 303                              | 34,64         | 9                 | Velay volcanique Cayres | Le Puy-en-Velay | Pays de Cayres et de Pradelles |
| 43199      | 43200 | Saint-Jeures                    | 993                              | 34,14         | 29                | Boutières Tence | Yssingeaux      | Haut-Lignon                    |
| 43200      | 43260 | Saint-Julien-Chapteuil          | 2021                             | 28,26         | 72                | Emblavez-et-Meygal Saint-Julien-Chapteuil | Le Puy-en-Velay | Mézenc-Loire-Meygal            |
| 43201      | 43500 | Saint-Julien-d’Ance             | 248                              | 17,82         | 14                | Plateau du Haut-Velay granitique Craponne-sur-Arzon | Le Puy-en-Velay | Puy-en-Velay                   |
| 43202      | 43300 | Saint-Julien-des-Chazes         | 54                               | 6,63          | 8                 | Gorges de l’Allier-Gévaudan Langeac | Brioude         | Rives du Haut Allier           |
| 43203      | 43200 | Saint-Julien-du-Pinet           | 487                              | 17,20         | 28                | Yssingeaux | Yssingeaux      | Sucs                           |
| 43204      | 43220 | Saint-Julien-Molhesabate        | 165                              | 27,50         | 6                 | Boutières Montfaucon-en-Velay | Yssingeaux      | Haut Pays du Velay Communauté  |
| 43205      | 43240 | Saint-Just-Malmont              | 4220                             | 23,28         | 181               | Aurec-sur-Loire Saint-Didier-en-Velay | Yssingeaux      | Loire et Semène                |
| 43206      | 43100 | Saint-Just-près-Brioude         | 397                              | 46,94         | 8                 | Pays de Lafayette Brioude-Sud | Brioude         | Brioude Sud Auvergne           |
| 43207      | 43100 | Saint-Laurent-Chabreuges        | 253                              | 8,27          | 31                | Brioude Brioude-Nord | Brioude         | Brioude Sud Auvergne           |
| 43210      | 43150 | Saint-Martin-de-Fugères         | 228                              | 20,87         | 11                | Mézenc Le Monastier-sur-Gazeille | Le Puy-en-Velay | Mézenc-Loire-Meygal            |
| 43211      | 43200 | Saint-Maurice-de-Lignon         | 2666                             | 30,23         | 88                | Monistrol-sur-Loire | Yssingeaux      | Sucs                           |
| 43212      | 43500 | Saint-Pal-de-Chalencon          | 1019                             | 28,95         | 35                | Plateau du Haut-Velay granitique Bas-en-Basset | Yssingeaux      | Marches du Velay-Rochebaron    |
| 43214      | 43160 | Saint-Pal-de-Senouire           | 109                              | 18,35         | 6                 | Plateau du Haut-Velay granitique La Chaise-Dieu | Brioude         | Rives du Haut Allier           |
| 43215      | 43420 | Saint-Paul-de-Tartas            | 193                              | 27,47         | 7                 | Velay volcanique Pradelles | Le Puy-en-Velay | Pays de Cayres et de Pradelles |
| 43216      | 43350 | Saint-Paulien                   | 2419                             | 40,63         | 60                | Saint-Paulien | Le Puy-en-Velay | Puy-en-Velay                   |
| 43217      | 43130 | Saint-Pierre-du-Champ           | 555                              | 31,09         | 18                | Plateau du Haut-Velay granitique Vorey | Le Puy-en-Velay | Puy-en-Velay                   |
| 43218      | 43260 | Saint-Pierre-Eynac              | 1250                             | 23,99         | 52                | Emblavez-et-Meygal Saint-Julien-Chapteuil | Le Puy-en-Velay | Mézenc-Loire-Meygal            |
| 43219      | 43230 | Saint-Préjet-Armandon           | 110                              | 8,47          | 13                | Pays de Lafayette Paulhaguet | Brioude         | Rives du Haut Allier           |
| 43220      | 43580 | Saint-Préjet-d’Allier           | 167                              | 24,46         | 7                 | Gorges de l’Allier-Gévaudan Saugues | Brioude         | Puy-en-Velay                   |
| 43221      | 43580 | Saint-Privat-d’Allier           | 397                              | 37,67         | 11                | Saint-Paulien Loudes | Le Puy-en-Velay | Puy-en-Velay                   |
| 43222      | 43380 | Saint-Privat-du-Dragon          | 166                              | 21,66         | 8                 | Pays de Lafayette Lavoûte-Chilhac | Brioude         | Rives du Haut Allier           |
| 43223      | 43620 | Saint-Romain-Lachalm            | 1132                             | 19,02         | 60                | Boutières Saint-Didier-en-Velay | Yssingeaux      | Haut Pays du Velay Communauté  |
| 43225      | 43580 | Saint-Vénérand                  | 60                               | 9,68          | 6                 | Gorges de l’Allier-Gévaudan Saugues | Brioude         | Pays de Cayres et de Pradelles |
| 43226      | 43440 | Saint-Vert                      | 108                              | 20,67         | 5                 | Sainte-Florine Auzon | Brioude         | Auzon Communauté               |
| 43227      | 43140 | Saint-Victor-Malescours         | 804                              | 14,47         | 56                | Deux Rivières et Vallées Saint-Didier-en-Velay | Yssingeaux      | Loire et Semène                |
| 43228      | 43500 | Saint-Victor-sur-Arlanc         | 91                               | 11,88         | 8                 | Plateau du Haut-Velay granitique Craponne-sur-Arzon | Le Puy-en-Velay | Puy-en-Velay                   |
| 43229      | 43320 | Saint-Vidal                     | 609                              | 7,71          | 79                | Saint-Paulien Loudes | Le Puy-en-Velay | Puy-en-Velay                   |
| 43230      | 43800 | Saint-Vincent                   | 1070                             | 20,40         | 52                | Emblavez-et-Meygal Saint-Paulien | Le Puy-en-Velay | Puy-en-Velay                   |
| 43231      | 43150 | Salettes                        | 154                              | 20,28         | 8                 | Mézenc Le Monastier-sur-Gazeille | Le Puy-en-Velay | Mézenc-Loire-Meygal            |
| 43232      | 43230 | Salzuit                         | 333                              | 8,05          | 41                | Pays de Lafayette Paulhaguet | Brioude         | Rives du Haut Allier           |
| 43233      | 43320 | Sanssac-l’Église                | 1078                             | 15,28         | 71                | Saint-Paulien Loudes | Le Puy-en-Velay | Puy-en-Velay                   |
| 43234      | 43170 | Saugues                         | 1664                             | 78,80         | 21                | Gorges de l’Allier-Gévaudan Saugues | Brioude         | Rives du Haut Allier           |
| 43237      | 43160 | Sembadel                        | 240                              | 18,59         | 13                | Plateau du Haut-Velay granitique La Chaise-Dieu | Brioude         | Puy-en-Velay                   |
| 43238      | 43510 | Séneujols                       | 301                              | 12,24         | 25                | Velay volcanique Cayres | Le Puy-en-Velay | Pays de Cayres et de Pradelles |
| 43239      | 43300 | Siaugues-Sainte-Marie           | 827                              | 40,01         | 21                | Gorges de l’Allier-Gévaudan Langeac | Brioude         | Rives du Haut Allier           |
| 43240      | 43130 | Solignac-sous-Roche             | 261                              | 8,65          | 30                | Bas-en-Basset Retournac | Yssingeaux      | Marches du Velay-Rochebaron    |
| 43241      | 43370 | Solignac-sur-Loire              | 1286                             | 24,00         | 54                | Velay volcanique Solignac-sur-Loire | Le Puy-en-Velay | Puy-en-Velay                   |
| 43242      | 43300 | Tailhac                         | 63                               | 12,52         | 5                 | Gorges de l’Allier-Gévaudan Pinols | Brioude         | Rives du Haut Allier           |
| 43244      | 43190 | Tence                           | 3148                             | 52,12         | 60                | Boutières Tence | Yssingeaux      | Haut-Lignon                    |
| 43245      | 43170 | Thoras                          | 235                              | 44,93         | 5                 | Gorges de l’Allier-Gévaudan Saugues | Brioude         | Rives du Haut Allier           |
| 43246      | 43530 | Tiranges                        | 455                              | 26,83         | 17                | Bas-en-Basset | Yssingeaux      | Marches du Velay-Rochebaron    |
| 43247      | 43450 | Torsiac                         | 65                               | 9,06          | 7                 | Sainte-Florine Blesle | Brioude         | Brioude Sud Auvergne           |
| 43249      | 43210 | Valprivas                       | 540                              | 23,66         | 23                | Bas-en-Basset | Yssingeaux      | Marches du Velay-Rochebaron    |
| 43250      | 43230 | Vals-le-Chastel                 | 39                               | 3,99          | 10                | Pays de Lafayette Paulhaguet | Brioude         | Rives du Haut Allier           |
| 43251      | 43750 | Vals-près-le-Puy                | 3392                             | 5,12          | 663               | Le Puy-en-Velay-1 Le Puy-en-Velay-Sud-Ouest | Le Puy-en-Velay | Puy-en-Velay                   |
| 43252      | 43270 | Varennes-Saint-Honorat          | 26                               | 11,91         | 2                 | Plateau du Haut-Velay granitique Allègre | Le Puy-en-Velay | Rives du Haut Allier           |
| 43254      | 43320 | Vazeilles-Limandre              | 265                              | 11,72         | 23                | Saint-Paulien Loudes | Le Puy-en-Velay | Puy-en-Velay                   |
| 43256      | 43170 | Venteuges                       | 341                              | 39,35         | 9                 | Gorges de l’Allier-Gévaudan Saugues | Brioude         | Rives du Haut Allier           |
| 43257      | 43320 | Vergezac                        | 470                              | 20,31         | 23                | Saint-Paulien Loudes | Le Puy-en-Velay | Puy-en-Velay                   |
| 43258      | 43360 | Vergongheon                     | 1793                             | 12,61         | 142               | Sainte-Florine Auzon | Brioude         | Auzon Communauté               |
| 43259      | 43270 | Vernassal                       | 363                              | 19,23         | 19                | Saint-Paulien Allègre | Le Puy-en-Velay | Puy-en-Velay                   |
| 43261      | 43390 | Vézézoux                        | 631                              | 7,13          | 88                | Sainte-Florine Auzon | Brioude         | Auzon Communauté               |
| 43262      | 43100 | Vieille-Brioude                 | 1245                             | 27,70         | 45                | Brioude Brioude-Sud | Brioude         | Brioude Sud Auvergne           |
| 43263      | 43490 | Vielprat                        | 67                               | 7,24          | 9                 | Velay volcanique Pradelles | Le Puy-en-Velay | Pays de Cayres et de Pradelles |
| 43264      | 43380 | Villeneuve-d’Allier             | 281                              | 14,31         | 20                | Pays de Lafayette Lavoûte-Chilhac | Brioude         | Rives du Haut Allier           |
| 43013      | 43300 | Vissac-Auteyrac                 | 300                              | 17,10         | 18                | Pays de Lafayette Langeac | Brioude         | Rives du Haut Allier           |
| 43267      | 43800 | Vorey                           | 1466                             | 39,23         | 37                | Emblavez-et-Meygal Vorey | Le Puy-en-Velay | Puy-en-Velay                   |
| 43268      | 43200 | Yssingeaux                      | 7380                             | 80,57         | 92                | Yssingeaux | Yssingeaux      | Sucs                           |

## Veränderungen im Gemeindebestand seit 2016

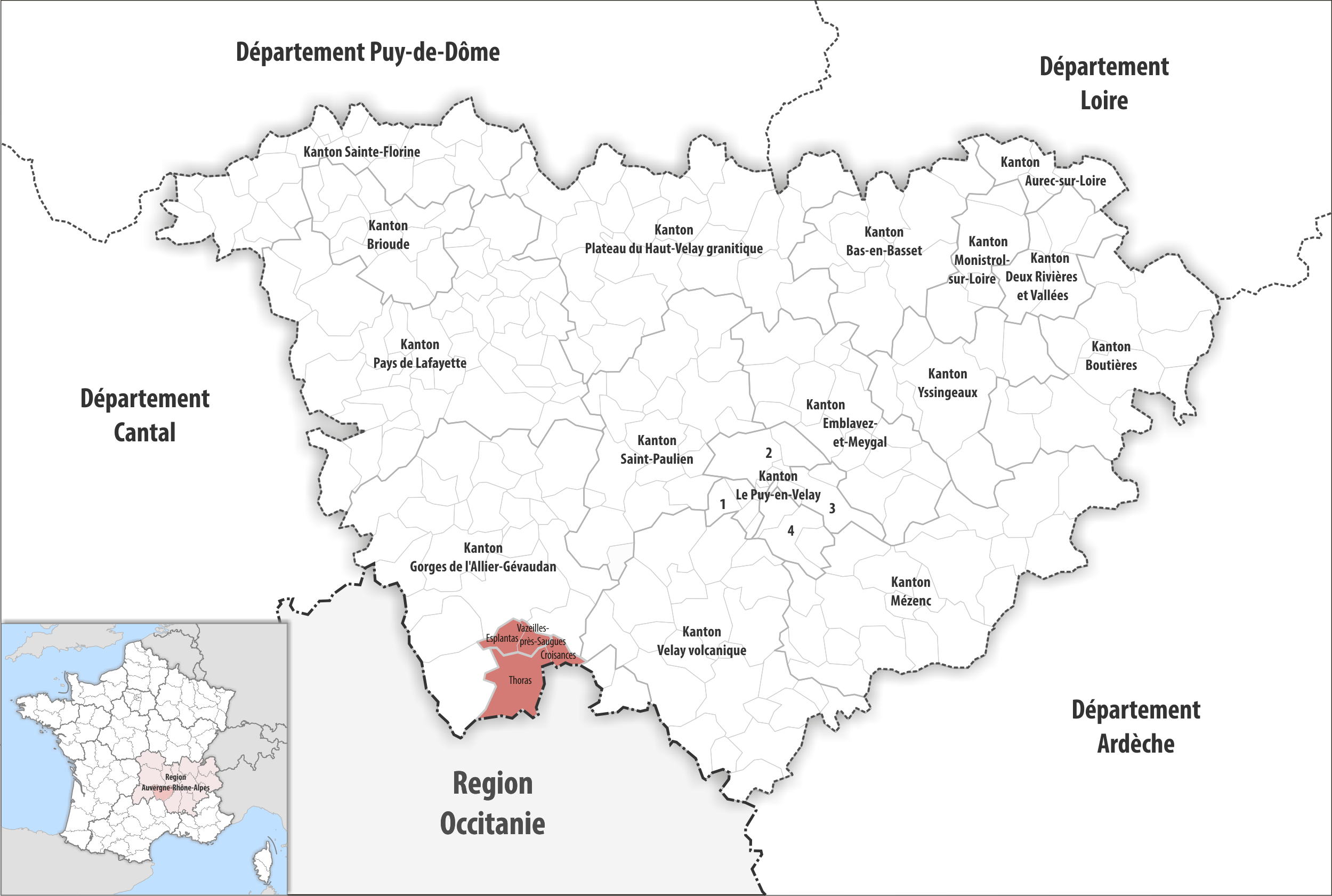
Gemeinden bis 2015
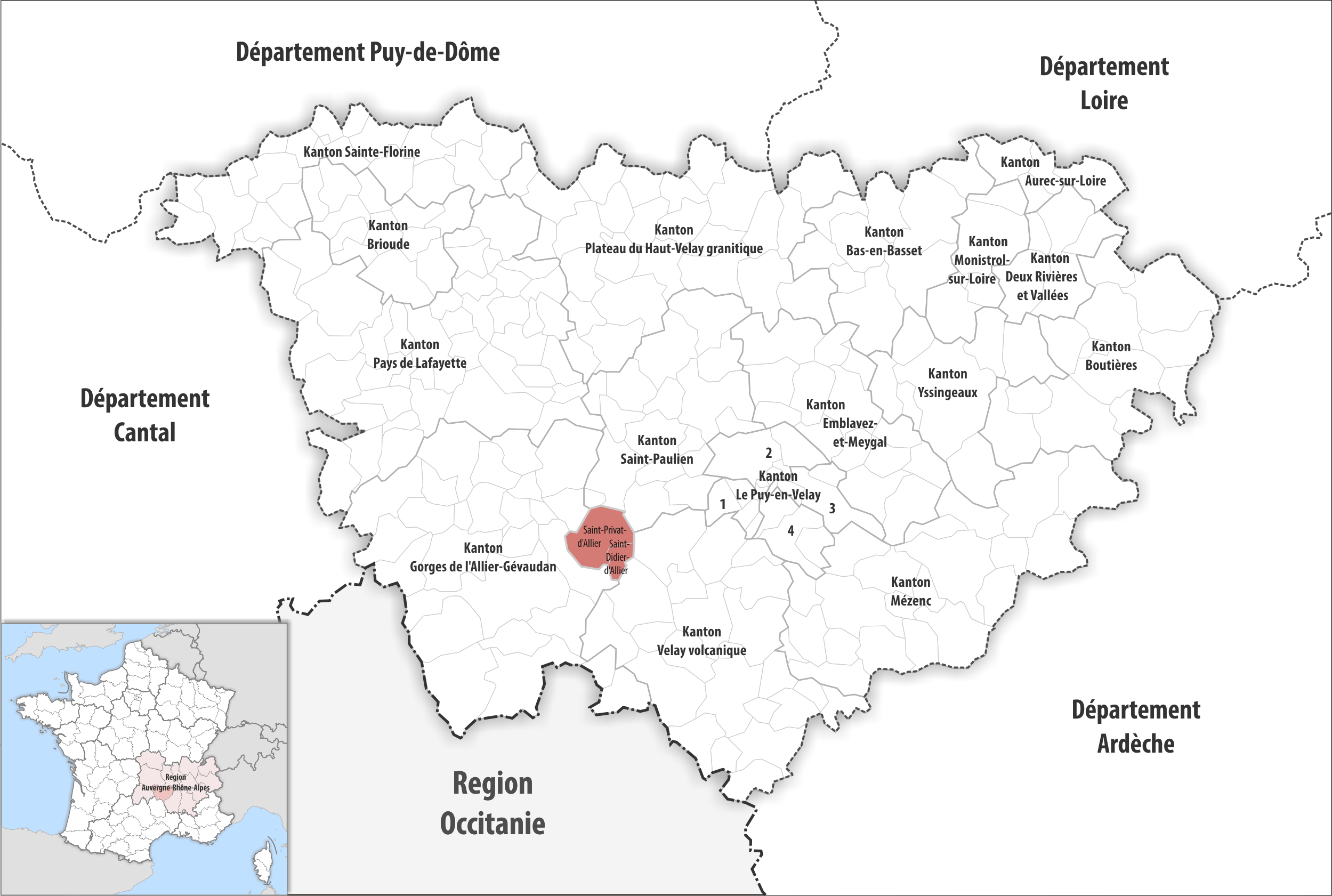
Gemeinden bis 2016

2017:
- Fusion Saint-Didier-d’Allier und Saint-Privat-d’Allier → Saint-Privat-d’Allier

2016: 
- Fusion Esplantas und Vazeilles-près-Saugues → Esplantas-Vazeilles
- Fusion Croisances und Thoras → Thoras